# متلازمة استنشاء المناعة الالتهابية
متلازمة استنشاء المناعة الالتهابية (المعروفة أيضًا باسم «متلازمة الاسترداد المناعي») هي حالة تظهر في بعض حالات متلازمة العوز المناعي المكتسب أو التثبيط المناعي، والتي يبدأ فيها الجهاز المناعي بالتعافي، ولكن بعد ذلك يستجيب لـلعدوى الانتهازية المكتسبة سابقًا باستجابة التهابية وبائية والتي تؤدي إلى سوء حالة أعراض العدوى بطريقة تناقضية.
يؤدي تثبيط الخلايا التائية لـكتلة التمايز 4 عن طريق فيروس نقص المناعة المكتسبة (أو بواسطة العقاقير المثبطة للمناعة) إلى زيادة استجابة الجسم الطبيعية لعدوى معينة. وهذا لا يجعل الأمر أكثر صعوبة فحسب لمكافحة العدوى؛ بل يعني أيضًا أن مستوى العدوى الذي أدى إلى تلك الأعراض لا يمكن الكشف عنه (العدوى دون السريرية). إذا كانت كتلة التمايز 4 تزداد بسرعة (نتيجة للعلاج الفعال لفيروس نقص المناعة البشرية أو نتيجة لإزالة الأسباب الأخرى لتثبيط المناعة)، فإن الزيادة المفاجئة في الاستجابة الالتهابية تنتج أعراضًا غير محددة مثل الحمى وفي بعض حالات تؤدي إلى تفاقم الأضرار التي تلحق بالنسيج المصاب.
هناك نوعان من السيناريوهات الشائعة لمتلازمة استنشاء المناعة الالتهابية. أولها «الكشف عن» العدوى الانتهازية الغامضة. ثانيها الانتكاسة العرضية «التناقضية» للعدوى السابقة على الرغم من نجاح المعالجة الميكروبيولوجية. تكون المستنبتات الميكروبيولوجية عقيمة في كثير من الأحيان في متلازمة استنشاء المناعة الالتهابية. هناك استنشاء مفترض لمناعة الخلية التائية محددة المستضد مع تنشيط للجهاز المناعي عقب العلاج من فيروس نقص المناعة البشرية مقابل المستضد الدائم في أي من هذين السيناريوهين، سواء وُجد على هيئة كائنات حية سليمة أو ميتة أو بقايا.
على الرغم مما قد تمثله هذه الأعراض من خطورة، فإنها تشير أيضًا إلى أن الجسم قد يكون لديه فرصة أفضل لمحاربة العدوى. ولم يتم التعرف على العلاج الأفضل لهذه الحالة. في تفاعلات متلازمة استنشاء المناعة الالتهابية التناقضية، غالبًا ما تتحسن الحالة من تلقاء نفسها مع مرور الوقت دون أي علاج إضافي. عند اكتشاف الإصابة بمتلازمة استنشاء المناعة الالتهابية، يتمثل العلاج الأكثر شيوعًا في المضادات الحيوية أو مضادات الفيروسات ضد الكائنات المسببة للعدوى. في بعض الحالات الشديدة، يلزم استخدام الأدوية المضادة للالتهابات مثل الكورتيزون لمكافحة الالتهاب حتى يتم القضاء على العدوى.
تشمل الإصابات الأكثر شيوعًا المرتبطة بمتلازمة استنشاء المناعة الالتهابية كلاً من المتفطرة السلية والتهاب السحايا بالمستخفيات. يكون الأشخاص المصابون بمرض نقص المناعة المكتسبة هم الأكثر عرضة للإصابة بمتلازمة استنشاء المناعة الالتهابية إذا بدأوا بعلاج مضاد للفيروس التقهقري في المرة الأولى أو لجأوا مؤخرًا للعلاج من العدوى الانتهازية. بوجه عام، عندما يقل عدد الخلايا التائية لكتلة التمايز 4 وتحدث الإصابة بالعدوى الانتهازية وقت تشخيص فيروس نقص المناعة البشرية، فإنه يُنصح بالخضوع للعلاج للتحكم في العدوى الانتهازية قبل البدء في العلاج المضاد للفيروس التقهقري بعد ذلك بأسبوعين. وهي حقيقة تنطبق على معظم أنواع العدوى الانتهازية بما فيها تلك العدوى التي تصيب الجهاز العصبي المركزي (CNS).

## متلازمة استنشاء المناعة الالتهابية في التهاب السحايا بالمستخفيات
تمثل متلازمة استنشاء المناعة الالتهابية مشكلة، ولا سيما في التهاب السحايا بالمستخفيات، وغالبًا ما تكون متلازمة استنشاء المناعة الالتهابية شائعة إلى حد كبير وقد تكون قاتلة في تلك الحالة.
تم وصف متلازمة استنشاء المناعة الالتهابية في الخلايا المضيفة المؤهلة مناعيًا المصابة بالتهاب السحايا التي تحدث نتيجة لـلمستخفيات الفطرية والمستخفية المورمة فار جريبي والفطريات البيئية التي غالبًا ما تؤثر على الخلايا المضيفة المؤهلة مناعيًا. وبعد الخضوع للعلاج المناسب لعدة أسابيع أو أشهر، يوجد تدهور مفاجئ مع أعراض التهاب السحايا وتطور أو تقدم الأعراض العصبية الجديدة.
يوضح التصوير بالرنين المغناطيسي زيادة حجم آفات الدماغ وزيادة شذوذ السائل النخاعي (عدد الخلايا البيضاء والبروتين والجلوكوز). غالبًا ما تكون مستنبتات السائل النخاعي عقيمة، ولا يوجد زيادة في عيار المستضد بالمستخفيات.
يمكن أن تسبب الالتهابات الزائدة إصابة في الدماغ أو قد تكون قاتلة.
إن الآلية العامة وراء متلازمة استنشاء المناعة الالتهابية تتمثل في زيادة الالتهاب حيث يتعرف نظام المناعة المتماثل للشفاء على مستضدات الفطر وينعكس تثبيط المناعة. لمتلازمة استنشاء المناعة الالتهابية بالمستخفيات ثلاث مراحل:
1. قبل العلاج المضاد للفيروس التقهقري، مع تضاؤل التهاب السائل النخاعي في الدماغ وعيوب تصفية المستضد.
2. استعادة المناعة بالعلاج المضاد للفيروس التقهقري مع صدور إشارات داعمة للالتهابات من الخلايا المنتجة للمستضد دون إظهار أي استجابة.
3. وفي متلازمة استنشاء المناعة الالتهابية، تحدث عاصفة السيتوكين مع حدوث استجابة انترفيون جاما (IFN-γ) السائدة للخلايا التائية المساعدة من النوع الأول.[4][5][9]

تشمل المؤشرات السريرية الثلاثة لخطر الإصابة بمتلازمة استنشاء المناعة الالتهابية التناقضية المتعلقة بالمستخفيات كلاً من:
1. نقص في كثرة خلايا السائل النخاعي (بمعنى انخفاض خلايا الدم البيضاء للسائل النخاعي).
2. ارتفاع نسبة البروتين المتفاعل سي و3) عدم تعقيم السائل النخاعي قبل استعادة المناعة.

قد تكون متلازمة استنشاء المناعة الالتهابية سببًا في ظهور نتائج أسوأ على نحو تناقضي لالتهاب السحايا بالمستخفيات في الكفاءة المناعية مقارنة بالخلايا المضيفة محصنة المناعة، والتي تكون فيها المستخفية المورمة هي المسبب المعتاد للمرض. قد تكون المعالجة بالكورتيزون خلال الإصابة بمتلازمة استنشاء المناعة الالتهابية مفيدة في منع الوفاة أو في منع حدوث التدهور العصبي التدريجي. قد تكون المنشطات التي يتناولها الأشخاص المصابون بقصور في العلاج بمضادات الفطريات، أو الانتكاس بالمستخفيات (الذين تكون فيهم مستنبتات السائل النخاعي غير معقمة) خطأً قاتلًا في العناية الطبية.

## وصلات خارجية
- The Body